# Liste der Leichtathletikweltrekorde der Frauen nach Disziplinen bis 1970
Dies ist eine Aufzählung von Weltrekorden in der Leichtathletik der Frauen bis 1970 nach Disziplinen.

## 100 m
- 1908 23. August – Siina Simola, Finnland, lief die 100 m 13,9 s
- 1922 5. August – Marie Mejzlíková, Tschechoslowakei, lief die 100 m 13,6 s
- 1922 22. August – Mary Lines, Großbritannien, lief die 100 m 12,8 s
- 1934 14. September – Stanislawa Walasiewicz, Polen, lief die 100 m 11,7 s
- 1948 13. Juli – Francina Blankers-Koen, Niederlande, lief die 100 m 11,5 s
- 1952 22. Februar – Marjorie Jackson, Australien, lief die 100 m 11,5 s
- 1952 4. Juni – Marjorie Jackson, Australien, lief die 100 m 11,4 s
- 1955 4. April – Shirley Strickland de la Hunty, Australien, lief die 100 m 11,3 s
- 1958 13. Mai – Wera Krepkina, Sowjetunion, lief die 100 m 11,3 s
- 1960 2. Juni – Wilma Rudolph, USA, lief die 100 m 11,3 s
- 1961 19. August – Wilma Rudolph, USA, lief die 100 m 11,2 s
- 1964 15. Juni – Wyomia Tyus, USA, lief die 100 m 11,2 s
- 1965 31. August – Wyomia Tyus, USA, lief die 100 m 11,1 s
- 1965 9. April – Irena Szewinska, Polen, lief die 100 m 11,1 s
- 1967 2. August – Barbara Ferrell, USA, lief die 100 m 11,1 s
- 1968 14. Juni – Irena Szewinska, Polen, lief die 100 m 11,1 s
- 1968 14. September – Ljudmila Samotjossowa, Sowjetunion, lief die 100 m 11,1 s
- 1968 15. Mai – Wyomia Tyus, USA, lief die 100 m 11,0 s
- 1968 15. Mai – Wyomia Tyus, USA, lief die 100 m 11,08 s
- 1970 18. August – Chi Cheng, Taiwan, lief die 100 m 11,0 s
- 1970 2. April – Renate Meissner-Stecher, DDR, lief die 100 m 11,0 s

## 200 m
- 1913 28. September – Lisie Nyström, Finnland, lief die 200 m 29,7 s
- 1922 21. Mai – Marie Mejzlíková, Tschechoslowakei, lief die 200 m 28,6 s
- 1927 12. Juni – Eileen Edwards, Großbritannien, lief die 200 m 25,4 s
- 1933 13. August – Tollien Schuurman, Niederlande, lief die 200 m 24,6 s
- 1935 14. September – Stanislawa Walasiewicz, Polen, lief die 200 m in 23,6 s
- 1952 25. August – Marjorie Jackson, Australien, lief die 200 m in 23,6 s
- 1952 25. August – Marjorie Jackson, Australien, lief die 200 m in 23,4 s
- 1956 16. März – Betty Cuthbert, Australien, lief die 200 m in 23,2 s
- 1960 7. Februar – Wilma Rudolph, USA, lief die 200 m in 22,9 s
- 1964 22. August – Margaret Burvill, Australien, lief die 200 m in 22,9 s
- 1965 7. September – Irena Szewinska Polen, lief die 200 m in 22,7 s
- 1968 18. Juni – Irena Szewinska Polen, lief die 200 m in 22,5 s
- 1970 12. August – Chi Cheng, Taiwan, lief die 200 m in 22,4 s

## 400 m
- 1922 17. Juli – Mary Lines, Großbritannien, lief die 400 m 64,4 s
- 1929 13. Juli – Marion King, Großbritannien, lief die 400 m 59,2 s
- 1957 24. April – Nancy Boyle, Australien, lief die 400 m in 56,3 s
- 1957 10. Juni – Polina Lazareva, Sowjetunion, lief die 400 m in 55,2 s
- 1957 6. August – Marija Itkina, Sowjetunion, lief die 400 m in 53,6 s
- 1959 12. Mai – Marija Itkina, Sowjetunion, lief die 400 m in 53,4 s
- 1962 23. Mai – Shin Kim Dan, Nordkorea, lief die 400 m in 51,9 s
- 1969 18. Oktober – Nicole Duclos, Frankreich, lief die 400 m in 51,7 s
- 1970 25. Januar – Marilyn Neufville, Jamaika, lief die 400 m in 51,0 s

## 800 m
- 1922 20. August – Georgette Lenoir, Frankreich, lief die 800 m in 2:30,4 min
- 1927 7. August – Lina Batschauer, Deutschland, lief die 800 m in 2:23,8 min
- 1928 2. August – Lina Radke (geb. Batschauer), Deutschland, lief die 800 m in 2:16,8 min
- 1944 27. August – Anna Larsson, Schweden, lief die 800 m in 2:15,9 min
- 1945 17. August – Anna Larsson, Schweden, lief die 800 m in 2:14,8 min
- 1945 30. August – Anna Larsson, Schweden, lief die 800 m in 2:13,8 min
- 1950 17. Juli – Jewdokija Wassiljewa, Sowjetunion, lief die 800 m in 2:13,0 min
- 1951 26. August – Nina Pletnjowa, Sowjetunion, lief die 800 m in 2:12,0 min
- 1952 15. Juni – Nina Pletnjowa Sowjetunion, lief die 800 m in 2:08,5 min
- 1953 27. August – Nina Otkalenko, Sowjetunion, lief die 800 m in 2:07,3 min
- 1954 16. September – Nina Otkalenko, Sowjetunion, lief die 800 m in 2:06,6 min
- 1955 14. September – Nina Otkalenko, Sowjetunion, lief die 800 m in 2:05,0 min
- 1960 3. Juli – Ljudmila Schewzowa, Sowjetunion, lief die 800 m in 2:04,3 min
- 1962 3. März – Dixie Willis, Australien, lief die 800 m in 2:01,2 min
- 1964 20. Oktober – Ann Packer, Großbritannien, lief die 800 m in 2:01,1 min
- 1967 28. Juni – Judy Pollock, Australien, lief die 800 m in 2:01,0 min
- 1968 20. Juli – Vera Nikolić, Jugoslawien, lief die 800 m in 2:00,5 min

## 1000 m
- 1922 6. August – Georgette Lenoir, Frankreich, lief die 1000 m 3:17,4 min
- 1956 23. September – Elisabeth Buda, Rumänien, lief die 1000 m 2:50,2 min
- 1969 5. September – Waltraud Pöhland, DDR, lief die 1000 m 2:42,1 min

## 1500 m
- 1936 30. Juli – Jewdokija Wassiljewa, Sowjetunion, lief die 1500 m 4:47,2 min
- 1952 30. August – Nina Otkalenko, Sowjetunion, lief die 1500 m 4:37,0 min
- 1957 19. Juli – Diane Leather, Großbritannien, lief die 1500 m 4:29,7 min
- 1967 3. Februar – Anne Smith, Großbritannien, lief die 1500 m in 4:17,3 min
- 1967 24. Juni – Maria Gommers, Niederlande, lief die 1500 m in 4:15,6 min
- 1969 2. Dezember – Paola Pigni, Italien, lief die 1500 m in 4:12,4 min
- 1969 20. Mai – Jaroslava Jehličková, Tschechoslowakei, lief die 1500 m in 4:10,7 min

## 3000 m
- 1966 23. Juli – Roberta Picco, Kanada, lief die 3000 m 9:44,0 min

## 5000 m
- 1969 11. Mai – Paola Pigni, Italien, lief die 5000 m 16:17,4 min
- 1969 2. September – Paola Pigni, Italien, lief die 5000 m 15:53,6 min

## 10.000 m
- 1970 9. Mai – Paola Pigni, Italien, lief die 10.000 m 35:30,5 min

## Marathon
- 1926 3. Oktober – Violet Piercy, Großbritannien, lief den Marathon 3:40:22 h
- 1963 15. Oktober – Merry Lepper, USA, lief den Marathon in 3:37:07 h
- 1964 23. Juni – Dale Greig, Großbritannien, lief den Marathon in 3:27:45 h
- 1964 21. August – Mildred Sampson, Neuseeland, lief den Marathon in 3:19:33 h
- 1967 6. Juli – Maureen Wilton, Kanada, lief den Marathon in 3:15:22 h
- 1967 16. Oktober – Anni Pede-Erdkamp, Deutschland, lief den Marathon in 3:07:26 h
- 1970 28. April – Caroline Walker, USA, lief den Marathon in 3:02:53 h

## 100 m Hürden
- 1969 20. Juli – Karin Balzer, DDR, lief die 100 m Hürden in 13,3 s
- 1969 20. Juli – Teresa Sukniewicz, Polen, lief die 100 m Hürden in 13,3 s
- 1969 27. April – Karin Balzer, DDR, lief die 100 m Hürden in 13,0 s
- 1969 5. November – Karin Balzer, DDR, lief die 100 m Hürden in 12,9 s
- 1970 12. Dezember – Chi Cheng, Taiwan, lief die 100 m Hürden in 12,8 s

## 10.000 m Gehen
- 1942 9. August – May Holmén, Schweden ging die 10.000 m in 51:14 min
- 1942 23. August – Stina Lindberg, Schweden ging die 10.000 m in 51:11 min

## 20.000 m Gehen
- 1931 14. Mai – Antonie Odvárková, Tschechoslowakei, ging die 20.000 m in 2:14,1 h
- 1934 9. August – Lina Aebersold, Schweiz, ging die 20.000 m in 1:59,0 h
- 1962 28. August – Marie van Tonder, Südafrika, ging die 20.000 m in 1:57,4 h
- 1963 27. Mai – Irma Hansson, Schweden, ging die 20.000 m in 1:57,3 h
- 1967 22. Juni – Irma Hansson, Schweden, ging die 20.000 m in 1:54,3 h
- 1968 27. Mai – Karin Müller, Dänemark, ging die 20.000 m in 1:53,5 h
- 1969 12. Juni – Irma Hansson, Schweden, ging die 20.000 m in 1:51,1 h

## Hochsprung
- 1932 6. September – Jean Shiley, USA, erreichte im Hochsprung 1,65 m
- 1939 29. Juni – Dorothy Odam, Großbritannien, erreichte im Hochsprung 1,66 m
- 1943 30. Juni – Fanny Blankers-Koen, Niederlande, erreichte im Hochsprung 1,71 m
- 1951 7. August – Sheila Lerwill, Großbritannien, erreichte im Hochsprung 1,72 m
- 1954 22. Oktober – Aleksandra Tshudina, Sowjetunion, erreichte im Hochsprung 1,73 m
- 1956 5. Juni – Thelma Hopkins, Großbritannien, erreichte im Hochsprung 1,74 m
- 1956 14. August – Iolanda Balaș, Rumänien, erreichte im Hochsprung 1,75 m
- 1956 1. November – Mildred McDaniel, USA, erreichte im Hochsprung 1,76 m
- 1957 17. Juni – Zheng Fengrong, China, erreichte im Hochsprung 1,77 m
- 1958 4. Mai – Iolanda Balaș, Rumänien, erreichte im Hochsprung 1,82 m
- 1958 18. Juni – Iolanda Balaș, Rumänien, erreichte im Hochsprung 1,83 m
- 1959 21. März – Iolanda Balaș, Rumänien, erreichte im Hochsprung 1,84 m
- 1960 6. Juli – Iolanda Balaș, Rumänien, erreichte im Hochsprung 1,85 m
- 1961 18. Juli – Iolanda Balaș, Rumänien, erreichte im Hochsprung 1,88 m
- 1961 8. August – Iolanda Balaș, Rumänien, erreichte im Hochsprung 1,90 m
- 1961 16. August – Iolanda Balaș, Rumänien, erreichte im Hochsprung 1,91 m

## Weitsprung
- 1913 7. April – Ellen Hayes, USA, sprang im Weitsprung 5,00 m
- 1923 23. September – Marie Mejzlíková, Tschechoslowakei, sprang im Weitsprung 5,30 m
- 1926 28. August – Kinue Hitomi, Japan, sprang im Weitsprung 5,50 m
- 1928 20. Juni – Kinue Hitomi, Japan, erreichte im Weitsprung 5,98 m
- 1939 30. August – Christel Schulz, Deutschland, erreichte im Weitsprung 6,12 m
- 1943 19. Mai – Fanny Blankers-Koen, Niederlande, erreichte im Weitsprung 6,25 m
- 1954 20. August – Yvette Williams, Neuseeland, erreichte im Weitsprung 6,28 m
- 1955 18. Juni – Galina Winogradowa, Sowjetunion erreichte im Weitsprung 6,31 m
- 1956 2. September – Elżbieta Krzesińska, Polen, erreichte im Weitsprung 6,35 m
- 1960 6. September – Hildrun Claus, DDR, erreichte im Weitsprung 6,40 m
- 1961 23. Juli – Hildrun Claus, DDR, erreichte im Weitsprung 6,42 m
- 1961 16. August – Tatjana Schtschelkanowa, Sowjetunion, erreichte im Weitsprung 6,48 m
- 1962 10. August – Tatjana Schtschelkanowa, Sowjetunion, erreichte im Weitsprung 6,53 m
- 1964 4. August – Tatjana Schtschelkanowa, Sowjetunion, erreichte im Weitsprung 6,70 m
- 1964 14. Oktober – Mary Rand, Vereinigtes Königreich, erreichte bei den Olympischen Sommerspielen im Weitsprung 6,76 m
- 1968 14. Juni – Viorica Viscopoleanu, Rumänien, erreichte im Weitsprung 6,82 m
- 1970 3. März – Heide Rosendahl, Deutschland, erreichte im Weitsprung 6,84 m

## Dreisprung
- 1922 13. Juni – Elizabeth Stine, USA, erreichte im Dreisprung 10,32 m
- 1923 15. Oktober – Adrienne Kaenel, Schweiz, erreichte im Dreisprung 10,50 m
- 1926 17. Mai – Kinue Hitomi, Japan, erreichte im Dreisprung 11,62 m
- 1939 21. Juni – Rie Yamaguchi, Japan, erreichte im Dreisprung 11,66 m
- 1959 18. Dezember – Mary Bignal, Großbritannien, erreichte im Dreisprung 12,22 m

## Kugelstoßen
- 1924 14. Juli – Violette Morris, Frankreich, stieß im Kugelstoßen 10,15 m
- 1928 3. Juni – Ruth Lange, Deutschland, stieß im Kugelstoßen 11,52 m
- 1928 15. Juli – Grete Heublein, Deutschland, stieß im Kugelstoßen 11,96 m
- 1931 16. August – Grete Heublein, Deutschland, stieß im Kugelstoßen 13,7 m
- 1934 15. Juli – Gisela Mauermayer, Deutschland, stieß im Kugelstoßen 14,38 m
- 1948 4. August – Tatjana Sewrjukowa, Sowjetunion, stieß im Kugelstoßen 14,59 m
- 1950 9. November – Anna Andrejewa, Sowjetunion, stieß im Kugelstoßen 15,02 m
- 1953 9. Oktober – Galina Sybina, Sowjetunion, stieß im Kugelstoßen 16,2 m
- 1956 13. Oktober – Galina Sybina, Sowjetunion, stieß im Kugelstoßen 16,76 m
- 1959 26. April – Tamara Press, Sowjetunion, stieß im Kugelstoßen 17,25 m
- 1962 10. Juni – Tamara Press, Sowjetunion, stieß im Kugelstoßen 18,55 m
- 1965 19. September – Tamara Press, Sowjetunion, stieß im Kugelstoßen 18,59 m
- 1968 22. September – Margitta Gummel, DDR, stieß im Kugelstoßen 18,87 m
- 1968 20. Oktober – Margitta Gummel, DDR, stieß im Kugelstoßen 19,61 m
- 1969 13. Juli – Nadeschda Tschischowa, Sowjetunion, stieß im Kugelstoßen 20,09 m

## Diskuswurf
- 1923 23. Mai – Yvonne Tembouret, Frankreich, erreichte im Diskuswurf 27,39 m
- 1924 14. April – Lucie Petit-Diagre, Belgien, erreichte im Diskuswurf 27,7 m
- 1924 21. August – Lucie Petit-Diagre, Belgien, erreichte im Diskuswurf 28,32 m
- 1924 31. Mai – Violette Gouraud-Morris, Frankreich, erreichte im Diskuswurf 30,1 m
- 1925 10. Juni – Halina Konopacka, Polen, erreichte im Diskuswurf 31,23 m
- 1925 11. Juni – Marie Vidláková, Tschechoslowakei, erreichte im Diskuswurf 31,15 m
- 1926 21. Februar – Halina Konopacka, Polen, erreichte im Diskuswurf 33,4 m
- 1926 23. Juli – Halina Konopacka, Polen, erreichte im Diskuswurf 34,15 m
- 1926 7. September – Halina Konopacka, Polen, erreichte im Diskuswurf 34,90 m
- 1927 4. März – Halina Konopacka, Polen, erreichte im Diskuswurf 39,18 m
- 1928 31. August – Halina Konopacka, Polen, erreichte im Diskuswurf 39,62 m
- 1932 15. Juli – Jadwiga Wajs, Polen, erreichte im Diskuswurf 40,34 m
- 1932 16. Juli – Jadwiga Wajs, Polen, erreichte im Diskuswurf 40,39 m
- 1932 19. August – Grete Heublein, Deutschland, erreichte im Diskuswurf 40,84 m
- 1932 19. Dezember – Jadwiga Wajs, Polen, erreichte im Diskuswurf 42,43 m
- 1933 3. Juli – Jadwiga Wajs, Polen, erreichte im Diskuswurf 42,56 m
- 1933 15. August – Jadwiga Wajs, Polen, erreichte im Diskuswurf 43,08 m
- 1934 10. Juni – Jadwiga Wajs, Polen, erreichte im Diskuswurf 43,08 m
- 1934 10. Mai – Jadwiga Wajs, Polen, erreichte im Diskuswurf 43,79 m
- 1934 14. September – Jadwiga Wajs, Polen, erreichte im Diskuswurf 44,19 m
- 1935 2. Juli – Gisela Mauermayer, Deutschland, erreichte im Diskuswurf 44,34 m
- 1935 23. Juli – Gisela Mauermayer, Deutschland, erreichte im Diskuswurf 44,77 m
- 1935 23. Juli – Gisela Mauermayer, Deutschland, erreichte im Diskuswurf 45,53 m
- 1935 29. August – Gisela Mauermayer, Deutschland, erreichte im Diskuswurf 45,97 m
- 1935 29. August – Gisela Mauermayer, Deutschland, erreichte im Diskuswurf 46,1 m
- 1936 14. Juli – Gisela Mauermayer, Deutschland, erreichte im Diskuswurf 47,12 m
- 1936 14. Juli – Gisela Mauermayer, Deutschland, erreichte im Diskuswurf 47,99 m
- 1939 18. November – Nina Dumbadze, Sowjetunion, erreichte im Diskuswurf 49,11 m
- 1939 29. Mai – Nina Dumbadze, Sowjetunion, erreichte im Diskuswurf 49,54 m
- 1944 13. September – Nina Dumbadze, Sowjetunion, erreichte im Diskuswurf 49,88 m
- 1948 7. September – Nina Dumbadze, Sowjetunion, erreichte im Diskuswurf 53,25 m
- 1951 27. Juni – Nina Dumbadze, Sowjetunion, erreichte im Diskuswurf 53,37 m
- 1952 8. September – Nina Romaschkowa, Sowjetunion, erreichte im Diskuswurf 53,61 m
- 1960 12. Oktober – Tamara Press, Sowjetunion, erreichte im Diskuswurf 57,15 m
- 1961 1. Mai – Tamara Press, Sowjetunion, erreichte im Diskuswurf 58,06 m
- 1961 20. Mai – Tamara Press, Sowjetunion, erreichte im Diskuswurf 58,98 m
- 1965 10. Oktober – Tamara Press, Sowjetunion, erreichte im Diskuswurf 59,7 m
- 1967 5. Mai – Liesel Westermann, Deutschland, erreichte im Diskuswurf 61,26 m
- 1968 26. Juni – Christine Spielberg, DDR, erreichte im Diskuswurf 61,64 m
- 1969 18. Juli – Liesel Westermann, Deutschland, erreichte im Diskuswurf 62,7 m
- 1969 27. Oktober – Liesel Westermann, Deutschland, erreichte im Diskuswurf 63,96 m

## Hammerwurf
- 1931 18. Mai – Aurora Villa, Spanien, erreichte im Hammerwurf 18,58 m
- 1932 19. Juli – Margot Moles, Spanien, erreichte im Hammerwurf 22,85 m

## Speerwurf
- 1922 30. Juli – Marie Mejzlíková, Tschechoslowakei erreichte im Speerwurf 24,95 m
- 1922 6. August – Božena Šrámková, Tschechoslowakei, erreichte im Speerwurf 25,01 m
- 1928 18. August – Guschi Hargus, Deutschland, erreichte im Speerwurf 38,39 m
- 1930 12. Juli – Ellen Braumüller, Deutschland, erreichte im Speerwurf 40,27 m
- 1932 12. Juni – Elisabeth Schumann, Deutschland, erreichte im Speerwurf 44,64 m
- 1932 18. Juni – Nan Gindele, USA, erreichte im Speerwurf 46,74 m
- 1942 21. Juni – Anneliese Steinheuer, Deutschland, erreichte im Speerwurf 47,24 m
- 1949 5. August – Natalja Smirnizkaja, Sowjetunion, erreichte im Speerwurf 53,41 m
- 1954 6. August – Nadeschda Konjajewa, Sowjetunion, erreichte im Speerwurf 55,48 m
- 1958 1. Juni – Dana Zátopková, Tschechoslowakei, erreichte im Speerwurf 55,73 m
- 1958 24. Juli – Anna Pazera, Australien, erreichte im Speerwurf 57,40 m
- 1958 30. Oktober – Birutė Zalogaitytė, Sowjetunion, erreichte im Speerwurf 57,49 m
- 1960 3. Mai – Elvīra Ozoliņa, Sowjetunion, erreichte im Speerwurf 57,92 m
- 1960 4. Juni – Elvīra Ozoliņa, Sowjetunion, erreichte im Speerwurf 59,55 m
- 1963 3. Juli – Elvīra Ozoliņa, Sowjetunion, erreichte im Speerwurf 59,78 m
- 1964 16. Oktober – Jelena Gortschakowa, Sowjetunion, erreichte im Speerwurf 62,4 m